# Varzesh-e Pahlavani

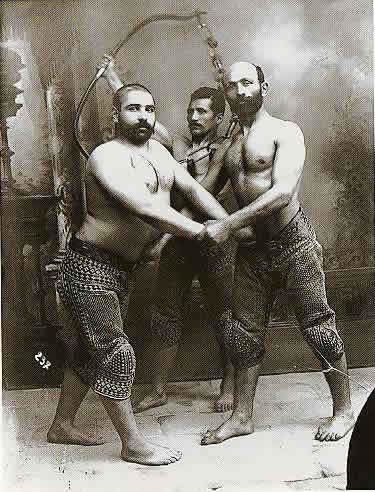
Atleti di zorkana, primi anni del '900 ca.

Il Varzesh-e pahlavānī (in persiano ورزش پهلوانی‎, "Sport degli eroi"; anche conosciuto come varzeš-e bāstānī, ورزش باستانی‎, "Sport degli antichi") è una disciplina di ginnastica e lotta tradizionale della Persia (Iran), originariamente nata come accademia di educazione fisica per scopi militari.
È conosciuta in Italia anche con il nome di  zorkana (Zurkhaneh), nome che indica più strettamente il luogo, la palestra dove si compiono gli esercizi fisici.
La "zorkana" combina elementi della cultura pre-islamica con la spiritualità del sufismo. Agli "atleti" si richiede purezza d'animo, sincerità e temperanza, solo in seguito viene la forza fisica. Il principio di modestia è esemplificato dai versi che si recitano ad ogni incontro:
(Kanz ol-Haghayegh)

## Origine e storia
I persiani nell'antichità davano importanza alla salute e alla forza, praticavano esercizi fisici e addestravano i giovani a fare altrettanto. L'educazione fisica e spirituale ha una lunga tradizione risalendo ai Medi fino all'epoca degli Achemenidi.
(Erodoto, storico greco)
La storia delle arti marziali tradizionali iraniane può essere divisa in quattro periodi maggiori. Esistono periodi in cui le arti marziali non sembrano menzionate, in particolare il periodo achemenide e quello sasanide.
A seguito delle numerose invasioni succedutesi nel corso della storia, i patrioti iraniani si sono visti costretti a praticare gli esercizi in piccole sale interrate, alle quali si accedeva da una piccola porta. Queste sale diventeranno le zorkane. Tali luoghi semi-clandestini potevano servire come sale per le riunioni dei patrioti, ma anche come spazi dove esercitarsi alla lotta. Gli invasori hanno più volte distrutto le zorkane e gli iraniani più volte le hanno ricostruite.

### Origini mitiche
Il mito è basato sull'opera di Ferdowsi nel Shāhnāmā ("libro dei re"). Gli atleti mitici di quell'epoca si battevano contro le forze del male. A volte il destino di una guerra e quello di un paese erano determinati da un combattimento a mani nude, conosciuto come Koshti gereftan (la lotta). L'atleta leggendario di questo mito è Rostam che salvò più volte la Persia dalle forze del male.

### Impero dei Parti
La parola pahlavan deriva dalla lingua dei Parti. Il Varzesh-e pahlavani ha origine nell'epoca dell'Impero dei Parti (250 a.C. - 224) durante il quale lo sport si è sviluppato come allenamento e preparazione dei guerrieri al combattimento ed al loro ruolo e dovere in generale. Gli studiosi notano delle similarità tra i rituali del mitraismo e quelli del Varzesh-e pahlavani; anche le forme dei templi mitraici e delle zorkane hanno delle similarità. A parte ciò esistono poche tracce da questa epoca.

### Epoca islamica
Fino all'arrivo dell'Islam in Iran, il Varzesh-e pahlavani era una forma di esercizio puramente fisico. Con l'adozione dello sciismo come religione di Stato sotto i Safavidi qualche secolo dopo, si sono aggiunte dimensioni nuove: la filosofia e la spiritualità dell'Islam. Il sufismo è stato chiaramente il mezzo attraverso cui si sono espresse queste nuove dimensioni. Si notano altrettanto bene le similarità tra certi rituali del Varzesh-e pahlavani e quelli del sufismo.

### Periodo contemporaneo

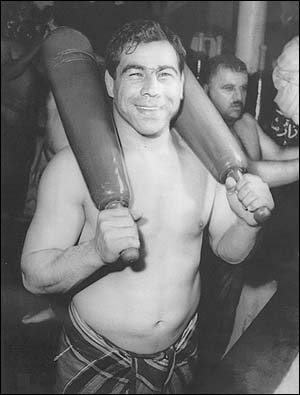
Phalavan Takhti vincitore di un oro olimpico (1956), Campione mondiale di lotta (1959 e 1961), tre volte vincitore del bracciale Pahlavani nel 1957, 1958 e 1959. Nella foto mentre tiene due Mill leggeri.

Lo sport arriva al suo apogeo sotto la dinastia qajara e particolarmente sotto al regno di Nassereddin Shah (1848-1896). In questa epoca si costruiscono numerose zorkane a Teheran ed in tutto il paese. I Pahlavan ufficiali dell'Iran, ricordo dei lottatori della mitologia persiana, erano designati nel corso di una cerimonia che si teneva alla presenza dello Scià il 21 marzo di ogni anno, in corrispondenza al nuovo anno iraniano. In tali occasioni lo Scià consegnava il Bazou band (il braccialetto) al campione della competizione che diventava eroe nazionale per un anno. I lottatori più celebri di tutti i tempi sono apparsi in epoca contemporanea a partire dal XIX secolo; si possono citare Pahlavan-e Bozorg Razaz, Pahlavan Boloorforoush, Pahlavan Toosi e Jahan Pahlavan Takhti.
L'ascesa della dinastia Pahlavi è coincisa con il declino dello sport. Il nuovo scià, Reza Pahlavi, voleva trasformare l'Iran in un paese moderno e tutte le tradizioni erano in conflitto con le sue idee di occidentalizzazione. Non mostrò alcun interesse in questo sport che vedeva come un relitto delle cerimonie cagiare.
Suo figlio, Mohammad Reza Pahlavi, divenuto scià nel 1941, restaurò quel che restava della tradizione della lotta. Era lui stesso uno sportivo e fu nel suo regno che si tennero le ultime competizioni nazionali di lotta e che si designarono i Pahlavan nazionali, ai quali lo Scià consegnava il bazou band. Sfortunatamente, la tradizione dello sport fu molto colpita quando lo Scià nominò Shaban Ja'fari (considerato un "mascalzone") alla testa della federazione pahlavani.
È nel tentativo di spezzare i legami con la tradizione, popolarizzare lo sport e aumentare il nazionalismo iraniano che il governo ha rinominato lo sport Varzesh-e bastani. In seguito alla Rivoluzione iraniana nel 1979, il governo islamico ha visto lo sport di cattivo occhio, di più l'aumento di popolarità del calcio e di altri sport occidentali provocano un declino ed una diminuzione dei giovani che intraprendono la pratica.

## Descrizione
Il Varzesh-e pahlavani si pratica appunto nella zorkana, una sala che ha una struttura particolare. Tradizionalmente gli esercizi si praticavano all'alba e terminavano alla fine del levar del sole. Ai nostri giorni si tengono piuttosto alla sera, dopo il calar del sole.
La zorkana è una sala costruita nel sottosuolo alla quale si accede per una piccola porta i tempi in cui i usata come luogo di assemblee clandestine; all'interno vi è una specie di pozzo di forma ottagonale, di circa un metro di profondità e dai dieci ai venti metri di diametro, all'interno del quale i pahlavan eseguono gli esercizi. Vicino all'entrata si trova una piattaforma rialzata, chiamata sardam, sulla quale sta il morshed, il conduttore che dirige gli esercizi e li ritma con l'aiuto di canti epici spesso estratti dallo Shâh Nâmâ ("Il libro dei re") e di percussioni effettuate sul tombak, un tamburo tradizionale persiano. Una campana (zang) al suo fianco gli consente di segnare l'inizio e la fine dei differenti esercizi.
La seduta di addestramento inizia e finisce sempre con una preghiera (Niāyesh) condotta dal morshed. Queste preghiere di solito fanno riferimento alla mentalità, alle attitudini e alle credenze dei praticanti. Questi si uniscono al morshed e pregano per la gloria del paese, la salute e la felicità dei suoi dirigenti, la rispettabilità dei praticanti e dei veterani della zorkana, la forza che gli permette di aiutare i deboli, la grazia di Dio in modo da restare lontani dagli errori ed infine per il miglioramento della giustizia e della buona condotta dell'umanità. Abbandonano infine il pozzetto in modo ordinato e secondo le gerarchie.
I pahlavan, avendo rimpiazzato le armi tradizionali con altri strumenti per gli esercizi, a causa dei detti motivi storici (vedi sopra), al giorno d'oggi utilizzano gli strumenti seguenti:
- Sang ("pietra" in persiano), strumento di legno che sostituisce uno scudo.
- Mīl, pesi a forma di clava.
- Kabbadeh, strumento di metallo a forma di arco.
- Takhte, barra che serve a fare le flessioni.

Il loro utilizzo viene descritto nei paragrafi che seguono.

### Esercizi particolari
Il Varzesh-e pahlavani segue un rituale estremamente codificato e gli esercizi pratici dei pahlevan avvengono secondo un ordine stabilito, sotto la direzione del morshed. I differenti esercizi sono qui descritti nell'ordine.

#### Pā zadan (riscaldamento)
All'inizio di una seduta di addestramento e nel corso di questa, i pahlevan fanno dei movimenti con i piedi e con le braccia, consistendo in piccoli salti sul posto e in rotazioni circolari delle braccia. Questi movimenti sono praticati sia come riscaldamento sia come stiramento alla fine della seduta; allo stesso tempo hanno lo scopo di migliorare la forza delle gambe e delle braccia e di attivare le funzioni cardiorespiratorie.

#### Sang gereftan (scudo)

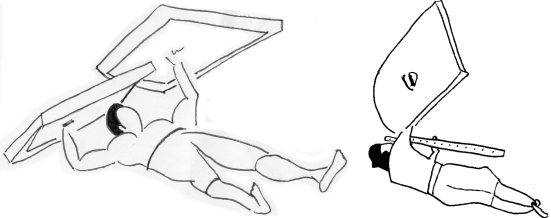
Sang gereftan

Dopo il riscaldamento si comincia l'esercizio chiamato Sang gereftan. Il sang consiste in due pezzi di legno di forma rettangolare, simili ad uno scudo e pesanti tra i venti ed i quaranta chili, in funzione dell'età del praticante. Ogni scudo misura 70-80 centimetri di larghezza e 100-110 di lunghezza. Una impugnatura è fissata al centro di ogni sang. L'esercizio consiste nello stendersi sul dorso e nel piegare da destra a sinistra, alzando ed abbassando i sang, una mano dopo l'altra. Il sang non deve mai toccare terra. Nei tornei per giovani e adulti, il numero di movimenti può raggiungere i 72 in sette minuti, i pahlevan più forti arrivano a 115 movimenti. Lo scopo dell'esercizio è di sviluppare i deltoidi, i pettorali, i tricipiti, i trapezoidali i muscoli del collo e gli addominali.
Questo esercizio non è accompagnato da percussioni, il morshed canta dei poemi epici per incoraggiare i pahlevan.

#### Shena raftan (flessioni)

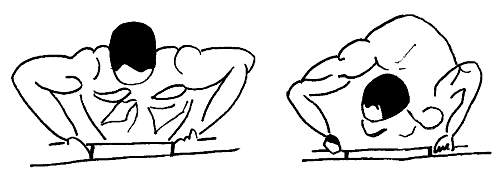
Movimenti del Shena raftan.

Dopo gli esercizi di Sang Gereftan e Pā Zadan, i lottatori cominciano un esercizio di flessioni. Formano quindi un cerchio, nel pozzo della zorkana, con la schiena verso il muro e le gambe ben divaricate. Si buttano insieme in avanti e poggiando il peso sulla barra che è prevista allo scopo. La barra misura dai 50 ai 70 centimetri di lunghezza e 10 di spessore e poggia su due piedi corti. I movimenti di flessione sulle braccia sono eseguiti in differenti forme e sono accompagnati dalle percussioni e dal canto del morshed.
Il pahlavan più vecchio comincia l'esercizio al centro del cerchio mentre il minore del gruppo guida i movimenti di tutti.
Obiettivi di questo esercizio sono di rafforzare i tricipiti, i pettorali, i muscoli delle spalle e del collo, i quadricipiti e gli addominali.
L'esercizio termina con un altro esercizio di Pā Zadan.

#### Mīl gereftan (pesi)

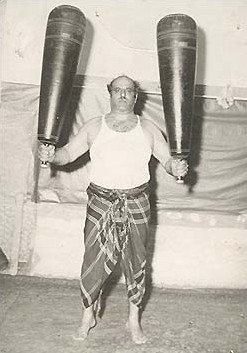
Pahlavan Muṣṭafa Tūsi tiene un paio di Mīl.

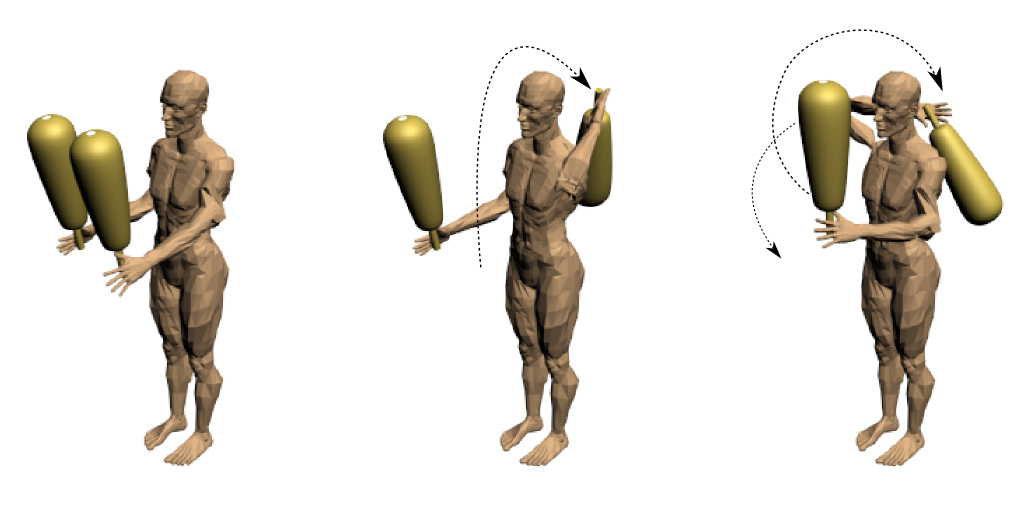
Maneggio dei Mīl.

Il peso utilizzato per questo esercizio è fatto di legno, ha un'impugnatura in un'estremità mentre il peso è verso l'altra. Il peso può variare da due a 50 chili.
Questo esercizio è stato pensato per addestrare gli uomini a portare e a manipolare armi pesanti in tempo di guerra. Ogni pahlevan tiene due masse, una per mano, e poggia la parte pesante sulle spalle. Al segnale del morshed e seguendo il ritmo delle percussioni, li fanno girare attorno alle spalle. Gli atleti più abili a volte fanno esercizi più spettacolari, muovendo i pesi come giocolieri.
Questo esercizio rafforza le spalle, i tricipiti, i bicipiti, i pettorali e i muscoli trapezoidali.

#### Sharkh zadan (ruota)
Questo esercizio è un movimento particolare degli esercizi fatti nella zorkana e consiste nel girare su sé stessi facendo la ruota al modo dei dervisci rotanti nel corso della danza chiamata semaʿ.
All'inizio dell'esercizio, i pahlevan si mettono in cerchio attorno al pozzo, schiena contro il muro, è il più giovane che inizia portandosi al centro del cerchio ed iniziando a girare, all'inizio dolcemente poi, via via, più velocemente. Dopo lui l'esercizio è ripetuto da tutti gli atleti che si portano al centro e ruotano su sé stessi, uno dopo l'altro, per ordine di età. Il più vecchio pahlevan presente completa l'esercizio che è continuamente accompagnato dal canto e dal ritmo delle percussioni. Alla fine di ogni turno, che può durare fino a quindici minuti senza perdita di controllo o stordimento, l'atleta si rivolge al morshed, lo saluta e lascia il posto al prossimo.
Mentre fanno la ruota, i pahlevan stendono le braccia da ogni lato in orizzontale, all'altezza delle spalle. Ogni atleta ha il proprio stile, la ruota può essere fatta solo al centro del cerchio o al contrario si può eseguire, contemporaneamente da alcuni, in più punti del cerchio formato dai partecipanti.
Obiettivi dell'esercizio sono di migliorare la coordinazione neuro-muscolare e l'agilità.

#### Kabbadeh zadan (arco)

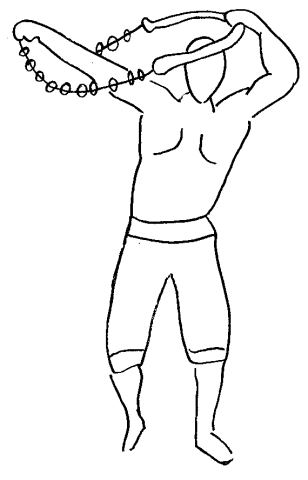
Kabbadeh zadan

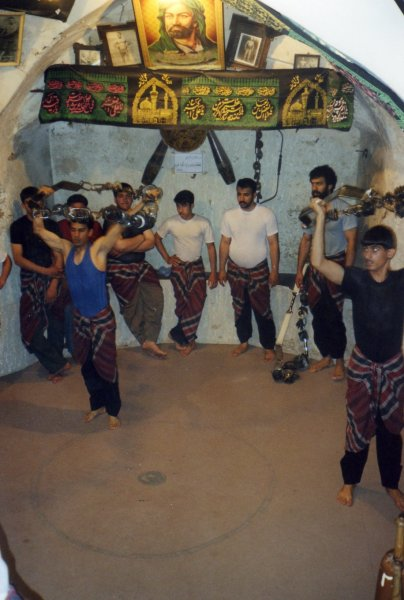
Esercizio di Kabbadeh Zadan

Il kabbadeh è uno strumento in metallo a forma di arco, pesante tra i sette e i dieci chili, durante le competizioni a volte arriva a sedici chili, e misura da un metro a un metro e mezzo di lunghezza.
Al posto della corda è fissata una grossa catena, a questa possono essere appesi dei dischi di metallo.
L'esercizio consiste nel sollevare lo strumento al di sopra della testa, l'arco con la mano destra e la catena con la sinistra. I pahlevan cominciano imbracciando il kabbadeh, poi tendono il braccio destro, l'avambraccio sinistro forma allora una linea orizzontale sopra la testa. L'esercizio segue per simmetria al suono delle percussioni, dei canti del morshed e del tintinnìo della catena in metallo.
L'obiettivo di questo esercizio è di rinforzare i muscoli delle spalle, i tricipiti ed i bicipiti, i trapezi e gli obliqui.

#### Koshti gereftan (lotta)
A volte, dopo il Kabbadeh zadan, i Pahlevan si addestrano alle tecniche della "lotta eroica" antica, questa è la parte più importante dell'allenamento nelle zorkane ed è un esercizio che risale all'antichità.
I pahlevan si confrontano, due a due, utilizzando differenti tecniche: offensive, difensive e di contrattacco. La letteratura sportiva dell'antichità descriveva più di duecento tecniche ed espressioni specifiche. Al giorno d'oggi in Iran esistono diversi stili come lo stile tradizionale, lo stile curdo, lo stile turkmeno o lo stile gilaki.
La lotta è tenuta in tale considerazione che un combattimento si teneva davanti allo Scià il giorno di Norouz per designare il campione nazionale. Questo veniva ricompensato con un braccialetto chiamato Bazou band, e questo termine designava il vincitore del campionato iraniano sotto Reza Pahlavi.

#### Niāyesh (preghiera)
La seduta di allenamento termina sempre con una preghiera (Niāyesh) condotta dal morshed.

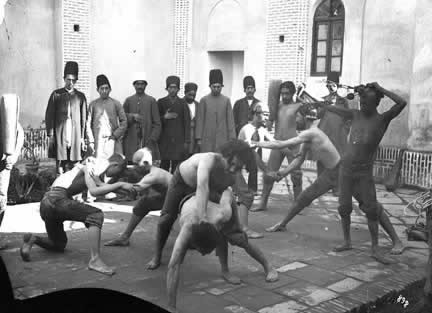
Allenamenti in una zorkana

## Valori morali associati
L'arte marziale promuove tradizionalmente dei valori etici e morali, i discepoli delle diverse scuole devono osservare alcuni codici di condotta. Questi valori sono: l'umiltà, la generosità, la virtù, la carità e la pietà. Il rispetto per la legge, il coraggio, e la tutela delle tradizioni nazionali sono pure aspetti importanti tra i valori trasmessi da questo sport. L'attitudine di un Pahlevan è chiamata javānmardi (lett. "Giovane uomo": concetto immediatamente riferibile all'istituzione della "cavalleria" nel mondo islamico, che prevedeva che i suoi aderenti si caratterizzassero per integrità morale, coraggio, galanteria e nobiltà d'animo).
La fraternità tra i pahlavan incoraggia i valori di solidarietà reciproca tra i membri di questi circoli e, seguendo l'ideale cavalleresco, di dare aiuto a chiunque quando fosse necessario. I pahlavan di una zorkana proteggevano spesso il quartiere o i villaggi e le città in cui risiedevano.
I pahlavan hanno grande rispetto per l'ambiente dove praticano il loro sport, luoghi che sono frequentati da anime pure ed oneste.

## Federazione sportiva internazionale Zurkhāneh
La International Zurkhāneh Sport Federation (IZSF) è stata fondata il 10 ottobre 2004 per promuovere il varzesh-e pahlavāni a livello globale. L'IZSF mira a regolamentare e standardizzare le regole per koshti pahlevani e organizzare festival e concorsi internazionali. Nel 2010 ha iniziato a regolamentare e organizzare festival para-zourkhāneh per atleti disabili. Settantadue paesi sono attualmente membri dell'IZSF.